# Gotha G.I
Il Gotha G.I era un bombardiere medio biplano progettato dall'azienda tedesco imperiale Gothaer Waggonfabrik e prodotto negli anni dieci del XX secolo.
Caratterizzato dall'inusuale collocazione della fusoliera sull'ala superiore, venne utilizzato dalla Luftstreitkräfte, la forza aerea tedesco imperiale, dalla K.u.k Luftfahrtruppen austro-ungarica e dalla Osmanlı tayyare bölükleri turco-ottomana, nelle azioni di bombardamento durante la prima fase della prima guerra mondiale.

## Storia del progetto
Nell'estate 1914, Oskar Ursinus, fondatore ed editore della rivista aeronautica tedesca Flugsport, iniziò la progettazione di un idrovolante bimotore dall'inusuale configurazione. La struttura normalmente utilizzata per realizzare biplani fino ad allora prevedeva che la fusoliera fosse posizionata all'altezza dell'ala inferiore, Ursinus invece connesse l'estremità anteriore all'ala superiore collocando le due gondole motore sull'ala inferiore. La soluzione di posizionare i due propulsori il più vicino possibile all'asse del velivolo avrebbe permesso, nel caso del malfunzionamento di uno dei motori, di minimizzare la spinta asimmetrica. Ursinus dichiarò inoltre che tale scelta era da attribuirsi a varie migliorie come l'abbassamento del centro di pressione, che si traduceva in un aumento di velocità, ed una migliore pulizia aerodinamica che evitava la formazione di regime turbolento provocato dalla fusoliera che investiva l'ala superiore.
Ursinus venne chiamato alle armi il 1º agosto 1914 e, poco più di una settimana dopo, presentò una variante del progetto al suo ufficiale comandante, il maggiore Helmut Friedel, che trasformava l'idrovolante in un Kampfflugzeug (velivolo da battaglia) destinato all'attacco al suolo. Oltre ai vantaggi aerodinamici dichiarati da Ursinus, la particolare configurazione avrebbe permesso un eccellente campo visivo ai tre membri dell'equipaggio ed un generoso campo di tiro per il mitragliere. Dato che il progetto rispondeva alle specifiche emesse dall'Idflieg il marzo precedente per un grande veicolo militare, designato Typ III, Friedel ordinò la costruzione di un prototipo.
Il velivolo venne costruito dai membri della sua unità, la Fliegerersatz Abteilung 3 e benché ricevette dall'Idflieg la designazione ufficiale B.1092/14, viene citata con la sigla FU (contrazione di "Friedel-Ursinus"). Il modello era equipaggiato con una coppia di motori Mercedes D.I in grado di erogare 100 PS (73,5 kW) ciascuno e, in osservanza alla specifica Typ III, armato con una mitragliatrice calibro 7,92 mm posizionata in una postazione anteriore e protetto da 200 kg di blindatura con placche di acciaio al cromo-nichel sui motori e sulle postazioni dell'equipaggio.
Il prototipo venne portato in volo per la prima volta il 30 gennaio 1915 e, presentato alla commissione esaminatrice dell'Idflieg il 20 febbraio successivo, questa lo giudicò conforme alle specifiche richieste e, confermando le intuizioni del progettista, eccellente sia nel campo di tiro che nelle prestazioni nel volo ad un solo motore. Tuttavia, si espresse anche negativamente in alcuni aspetti; l'aereo era difficile da far volare, aveva problemi di integrità strutturale, pericoloso per l'equipaggio in caso di un atterraggio di fortuna, e risultava essere sottopotenziato. Nonostante le sue lacune, il FU venne inviato al fronte, assegnato all'unità di ricognizione Feld Flieger Abteilung 28 ad Ujatz, sul fronte russo, all'inizio del 1915.
Le prestazioni offerte in servizio operativo risultarono soddisfacenti e l'Idflieg decise di stipulare un contratto di fornitura, firmato il 1º aprile, per la produzione in serie destinata, oltre che alla Gothaer Waggonfabrik, anche alla Ursinus su licenza, la quale possedeva il brevetto del progetto.
Hans Burkhard, il capo ingegnere della Gothaer, semplificò e migliorò il progetto originale, realizzando una variante che venne conosciuta con il nome di Gotha-Ursinus-Heeresflugzeug, o "GUH," la quale successivamente assunse la designazione Idflieg Gotha G.I o Gotha-Ursinus G.I. Il primo esemplare di produzione in serie, completato il 27 luglio 1915, era equipaggiato con una coppia di motori Benz Bz.III da 150 hp (110 kW), motorizzazione che venne adottata per le prime due serie costruite. La Gothaer Waggonfabrik produsse diciotto G.I, suddivisi in tre lotti di sei ciascuno, prima di cessarne la costruzione alla fine di quell'anno. Il lotto finale fu caratterizzato dall'adozione di qualche modifica; un nuovo impianto motori affidato ad una coppia di Mercedes D.III da 160 PS (120 kW), una mitragliatrice difensiva supplementare e una corazzatura doppia rispetto agli esemplari precedenti.
Venne realizzata anche una versione idrovolante in un solo esemplare, ordinata dalla Kaiserliche Marine nell'aprile 1915 e consegnata nel febbraio 1916. L'esemplare fu protagonista di un curioso episodio nel quale, durante un volo di prova, alla necessità di essere appesantito accolse sei uomini al posto della zavorra prevista. Dopo l'atterraggio, quando i sei elementi dell'imprevisto equipaggio emersero dalla fusoliera, un ufficiale di marina che era nei pressi paragonò il velivolo al Cavallo di Troia, soprannome con il quale venne poi identificato per tutto il periodo operativo. L'esemplare idro venne utilizzato fino al 2 ottobre dello stesso anno quando, a causa dei danni occorsi durante un atterraggio di fortuna, venne radiato.

## Impiego operativo
Le notizie riguardo all'utilizzo del G.I sono attualmente minime. La documentazione Idflieg attesta che solo un limitato numero di esemplari risultava in servizio al fronte in qualsiasi momento (al massimo 5 esemplari in ottobre e 6 nel dicembre 1915). In quella fase del conflitto i "G Typ" vennero impiegati per una serie di missioni differenti, incluso pattugliamenti difensivi, ricognizione aerea e solo raramente per bombardamento. Durante il breve tempo in cui venne utilizzato al fronte il G.I divenne velocemente preda dei veloci e manovrabili caccia nemici, e gran parte dei pochi sopravvissuti agli attacchi dichiararono che non erano soddisfatti del modello.
La versione idrovolante, designata UWD, venne utilizzata con successo durante alcuni raid aerei su Dover nel 1916, nel bombardamento di Langton Fort e Shoulder of Mutton battery (la batteria difensiva di Shoulder of Mutton), ma non è nota la data esatta.

## Versioni
FU
prototipo, designazione aziendale FU (da Friedel-Ursinus), realizzato in un singolo esemplare.
G.I
versione di produzione in serie.
UWD
versione idrovolante a scarponi, acronimo di Ursinus Wasser Doppeldecker (biplano acquatico Ursinus), citata anche come WD 4 e realizzata in un solo esemplare.

## Utilizzatori
Germania
- Luftstreitkräfte